# Râul Cungrea Mică
Râul Cungrea Mică sau Râul Cungrișoara este un curs de apă, afluent al râului Olt. 